# Sapeur (pompier)
Pour les articles homonymes, voir sapeur et sapeur (militaire).

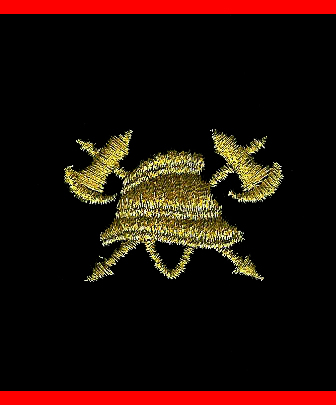
Le grade de sapeur des pompiers belges.

Dans le milieu des pompiers, « sapeur » est le grade de base, le premier de ceux des hommes du rang.
Il a donné son nom aux sapeurs-pompiers à la suite de la création des premiers corps de pompiers professionnels qui étaient, à l'origine, des corps militaires faisant partie du génie civil[Information douteuse] ou du génie militaire et en reprenaient donc les grades.
Le grade suivant est caporal.

## Histoire
Le terme de « sapeur-pompier » est directement tiré du terme et grade de sapeur du génie, composé de plusieurs métiers. Tous étaient « sapeur » associé à une spécialité : sapeur télégraphiste, sapeur conducteur, sapeur aérostier… Lorsque les premiers corps de pompiers militaires furent créés pour remplacer les « gardes pompes », la fonction fut donnée aux unités de génie et la spécificité devint donc « sapeur pompier ». D'où le grade qui est resté.